# کشتی‌های وایکینگی
کشتی‌های وایکینگی(انواع کشتی وایکینگ ها) (انگلیسی: Viking ships) کشتی‌هایی بودند که توسط وایکینگ ها در عصر وایکینگ ها ساخته می شدند. این کشتی‌ها در دریای بالتیک و از اسکاندیناوی تا ایسلند، جزایر فارو، گرینلند، نیوفاندلند، مدیترانه، دریای سیاه و آفریقا در حرکت بودند. 

## [۱]وایکینگ ها چه نوع کشتی هایی داشتند؟
وایکینگ ها انواع مختلفی از صنایع دستی ، از قایق های کوچک ماهیگیری و کشتی ها ، گرفته تا لنج های معروف خود را ساختند. همه آنها از تخته های الوار ، معمولاً بلوط ، روی هم قرار گرفته و روی هم با میخ ساخته می شده اند. کشتی ها با پر کردن فاصله های بین تخته ها با پشم ، خزه یا موی حیوانات ، مخلوط با تار یا پیه ، ضد آب بودند. کشتی ها همگی باریک و بلند بودند ، و دارای پیش نویس های(سینه کشتی) کم عمق بودند. این بدان معنی بود که می توان از آنها در آب کم عمق استفاده کرد.
وایکینگ ها از حملات طولانی برای یورش و حمل رزمندگان خود استفاده می کردند. اغلب اوقات (جلو) کشتی را با کنده کاری یک سر حیوان - شاید اژدها یا مار - تزئین می کردند.
از کشتی های باری برای حمل کالاها و دارایی های تجاری استفاده می کردند. این کشتی ها از طول عمر بیشتری برخوردار بودند و با سرعت کمتری سفر می کردند. عرشه تخته ای فقط در انتهای کشتی گذاشته شده بود ، به طوری که فضای کافی برای بار در وسط باقی مانده بود.

## [۳]نحوه حرکت کشتی
کشتی ها توسط پارو یا بادبان کار می کردند و دارای یک بادبان بزرگ مربع شکل بودند که احتمالاً از پشم ساخته شده بود. نوارهای چرمی پشم را به صورت متقاطع عبور می دادندتا هنگام خیس بودن شکل آن را حفظ کنند. کشتی های وایکینگ پارو نیز داشتند. برای هدایت کشتی ها از پاروی فرمان یا "تخته فرمان" استفاده می شد. در قسمت عقب کشتی به سمت راست کشتی بسته میشد.

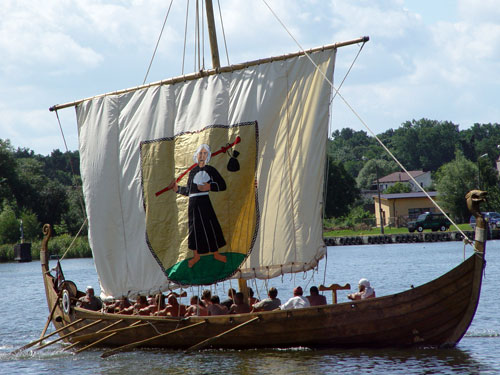